# Arhitectura Renașterii sârbo-bizantine

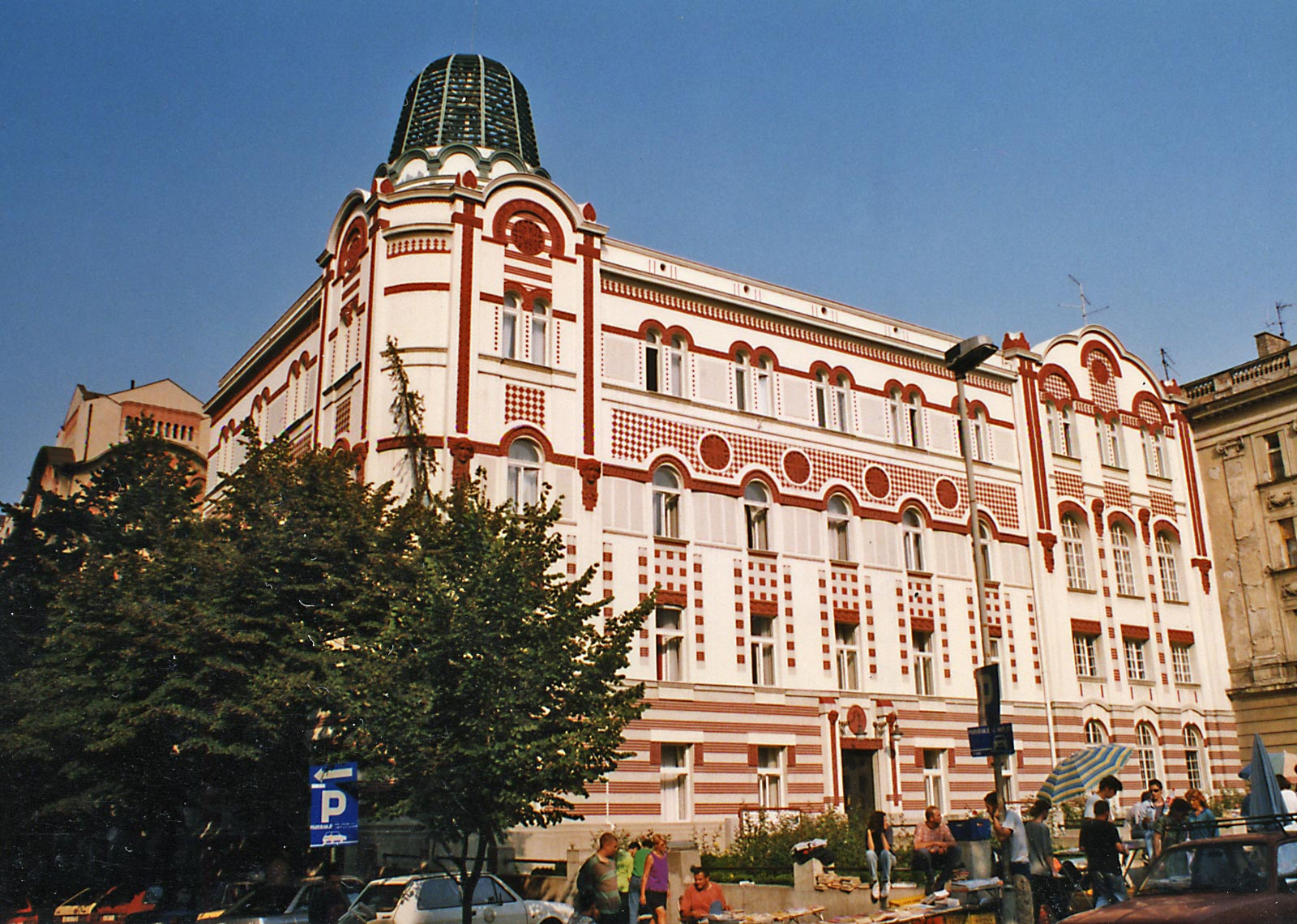
Centrală telefonică veche

Stilul arhitectural modern sârbo-bizantin, stilul arhitectural neobizantin sau stilul arhitectural național sârbesc este un stil din arhitectura sârbă care a durat din a doua jumătate a secolului al XIX-lea până în prima jumătate a secolului al XX-lea. Acest stil își are originea în tradiția școlii medievale sârbo-bizantine și a făcut parte din stilul neobizantin internațional.

## Istorie și caracteristici

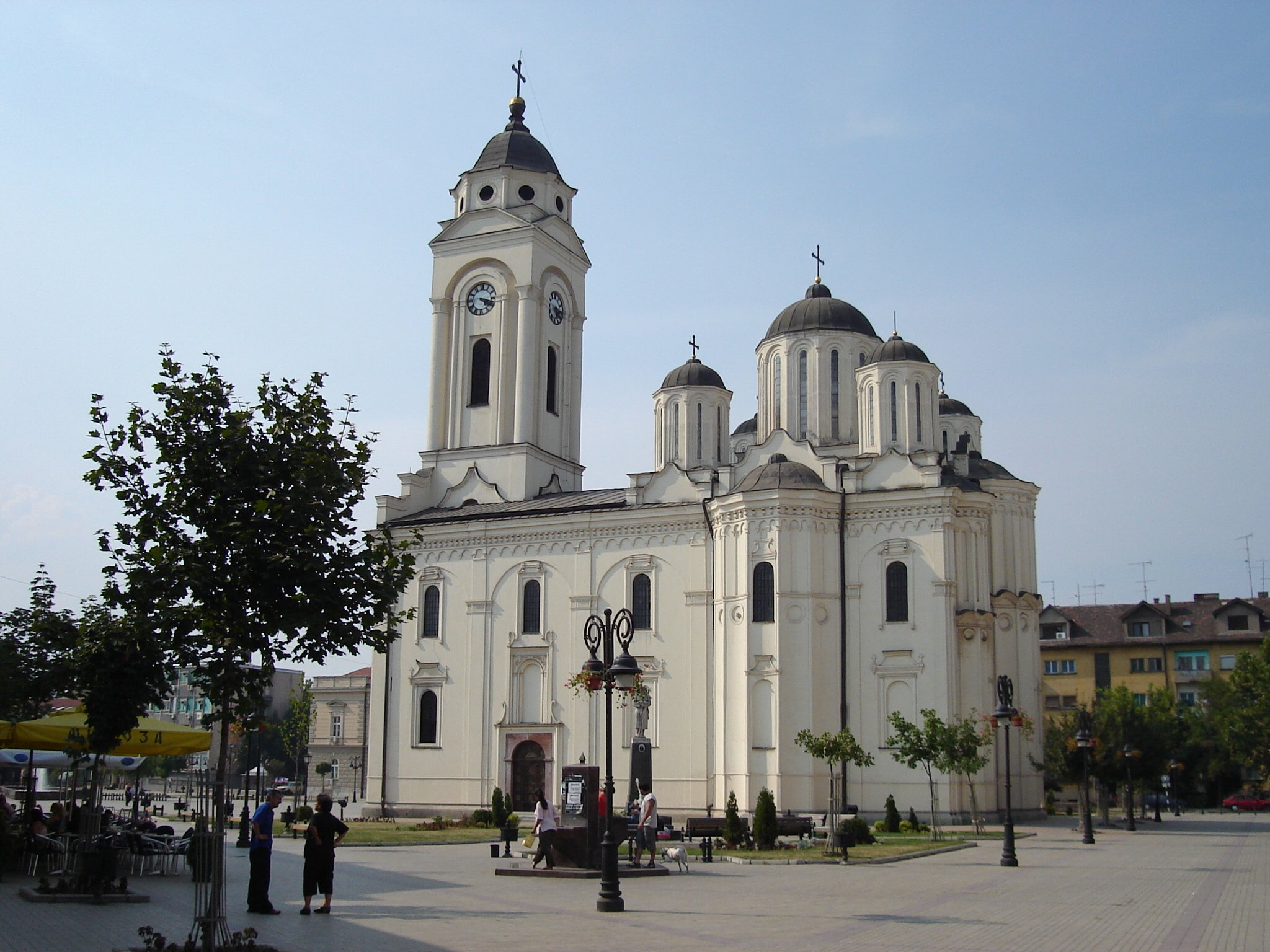
Catedrala „Sfântul Gheorghe” din Smederevo

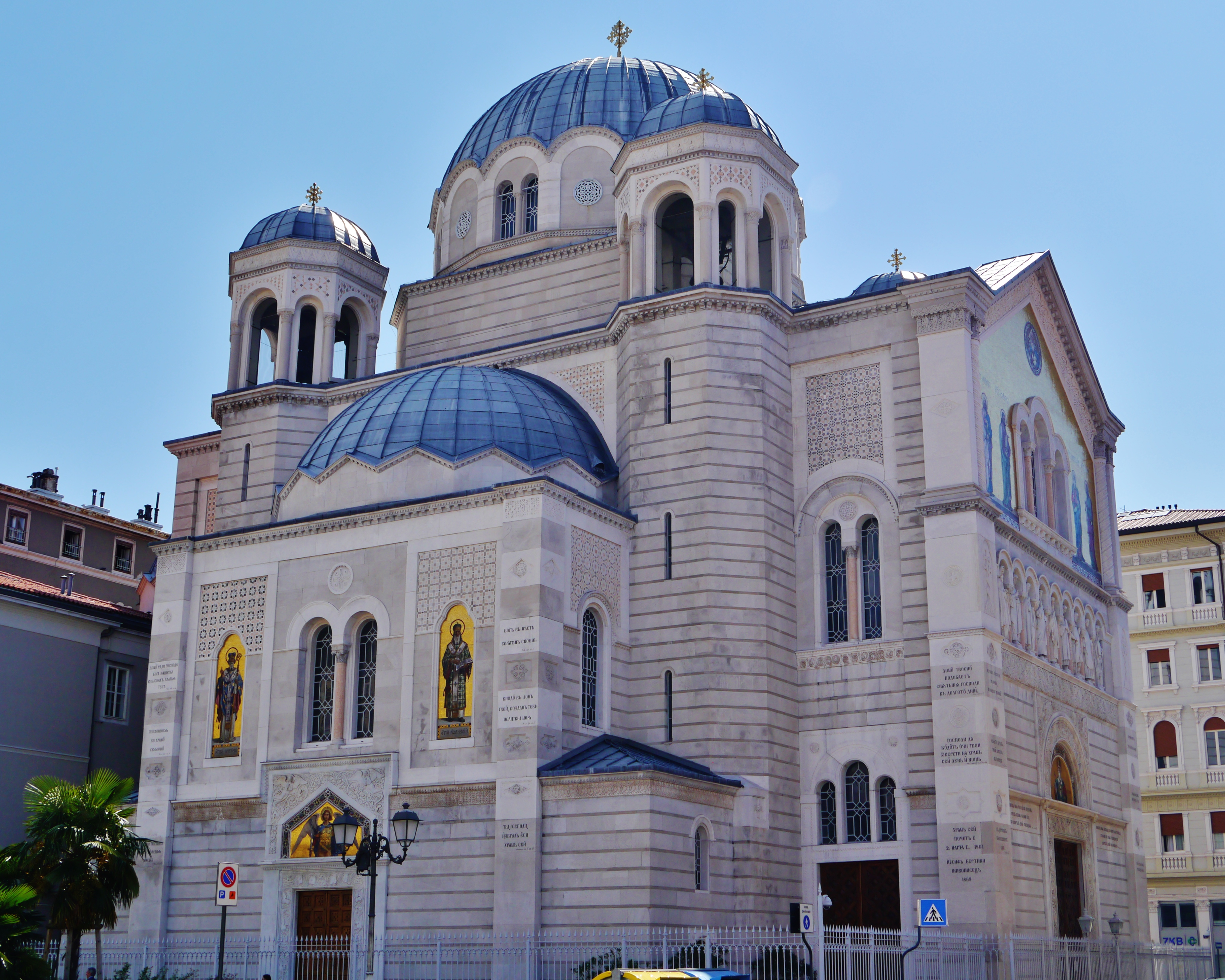
Biserica „Sfântul Spiridon” din Trieste

Începutul stilului modern sârbo-bizantin se regăsește în spiritul romantic, care a predominat în Europa în prima jumătate a secolului al XIX-lea și care a apărut în teritoriile sârbești la mijlocul secolului, menținându-se până în ultimele sale decenii. Debutul acestui stil poate fi văzut ca o formă de „rezistență” față de influențele nou-venite ale stilului „occidental” (clasicism, neobaroc) în Principatul Serbiei. Stilul se caracterizează prin forme și decorațiuni inspirate din moștenirea arhitecturală sârbo-bizantină. Această abordare arhitecturală nu este strict legată de arhitectura bisericească; de fapt, stilul a prosperat și în arhitectura laică. De asemenea, este strâns legată de influența stilului Art Nouveau. 
Stilul arhitectural modern sârbo-bizantin cuprinde trei perioade. Prima sau perioada timpurie reprezintă o combinație între stilul „occidental” și elemente ale arhitecturii bizantine. Un exemplu tipic este Biserica „Sfântul Gheorghe” din Smederevo, unde baza longitudinală, caracteristică arhitecturii occidentale, este combinată cu cinci cupole dispuse în forma așa-numitei „cruci grecești”. A doua perioadă este legată de expansiunea și consolidarea Serbiei ca regat (1882–1914). În această etapă, stilul capătă o formă clar definită, fiind construite numeroase biserici, deși alte tipuri de clădiri sunt rare. Exemplele din afara Regatului Serbiei sunt puține. A treia și ultima perioadă corespunde intervalului dintre cele două războaie mondiale, când stilul se extinde rapid pe teritoriul întregului Regat al Sârbilor, Croaților și Slovenilor, devenit ulterior Iugoslavia. Cu toate acestea, prezența sa era mult mai dominantă în estul regatului, în zona „sârbească” (în special Serbia Centrală). În vestul Regatului Iugoslaviei, exemplele sunt rare și se limitează în principal la arhitectura bisericească a Bisericii Ortodoxe Sârbe. În plus, există exemple ale acestui stil și în diaspora sârbă, cum ar fi Biserica Sfântul Spiridon din Trieste, proiectată de Carlo Maciachini. În această perioadă, stilul este utilizat atât în arhitectura religioasă, cât și în cea laică.
Al Doilea Război Mondial și perioada de după au marcat un punct de cotitură; odată cu instaurarea comunismului, toate formele de historicism din arhitectura sârbă au fost abandonate, inclusiv stilul sârbo-bizantin. După căderea Iugoslaviei socialiste, stilul sârbo-bizantin a revenit prin construirea de noi clădiri religioase precum biserici și mănăstiri.

## Arhitecți
Arhitecții proeminenți ai acestui stil sunt (în ordinea perioadei în care au fost activi):
- Jan Nevole⁠(d)
- Andreja Damjanović⁠(d)
- Aleksandar Deroko⁠(d)
- Momir Korunović⁠(d)
- Svetozar Ivačković⁠(d)
- Vladimir Nikolić⁠(d)
- Jovan Ilkić
- Dušan Živanović
- Andra Stevanović⁠(d)
- Branko Tanazević⁠(d)
- Petar Popović⁠(d)
- Jovan Novaković
- Dragutin Maslać
- Dragutin Inkiostri Medenjak⁠(d)
- Vasilije Androsov
- Grigorije Samojlov⁠(d)
- Brothers Krstić

## Exemple

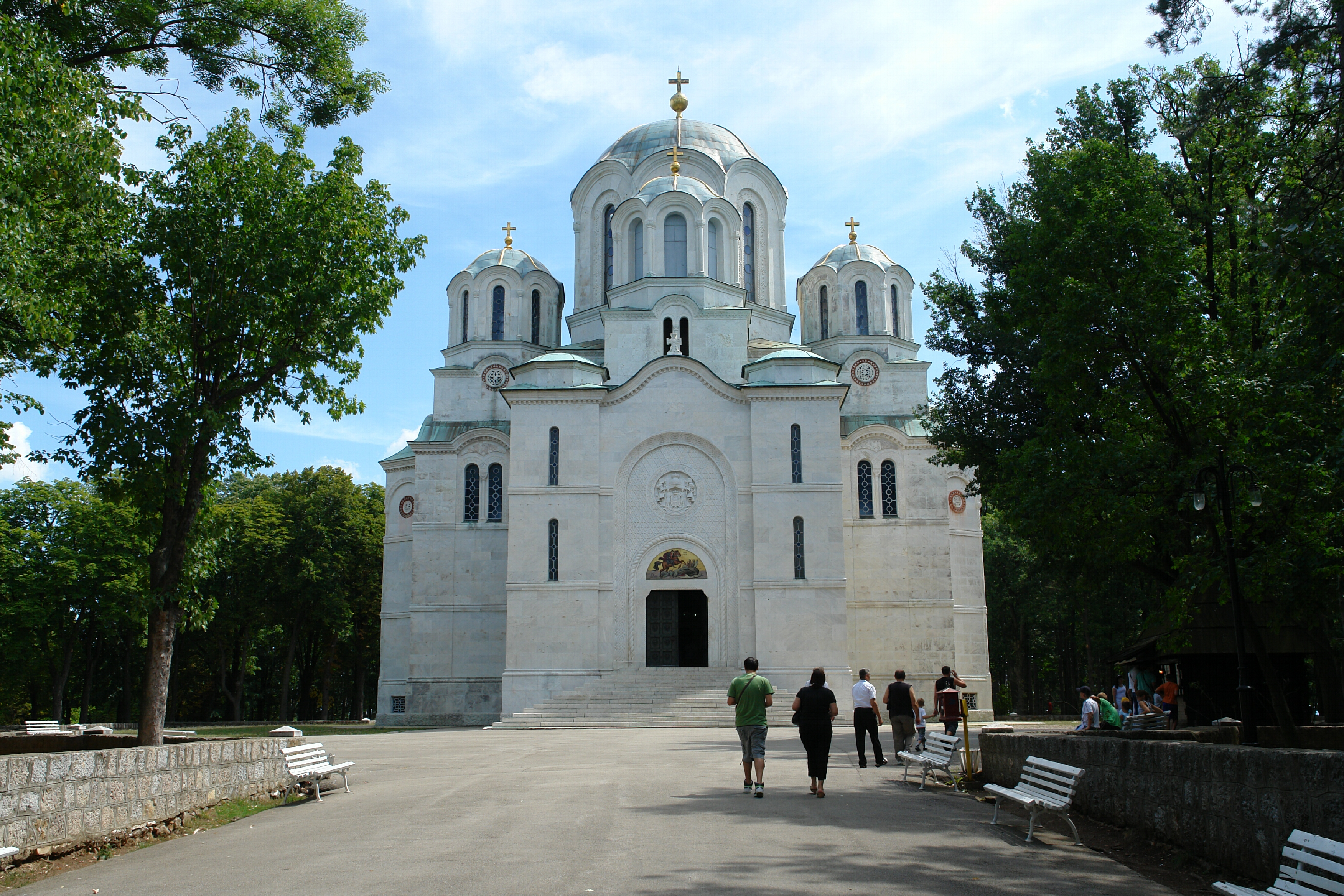
Biserica Sf. Gheorghe, Oplenac

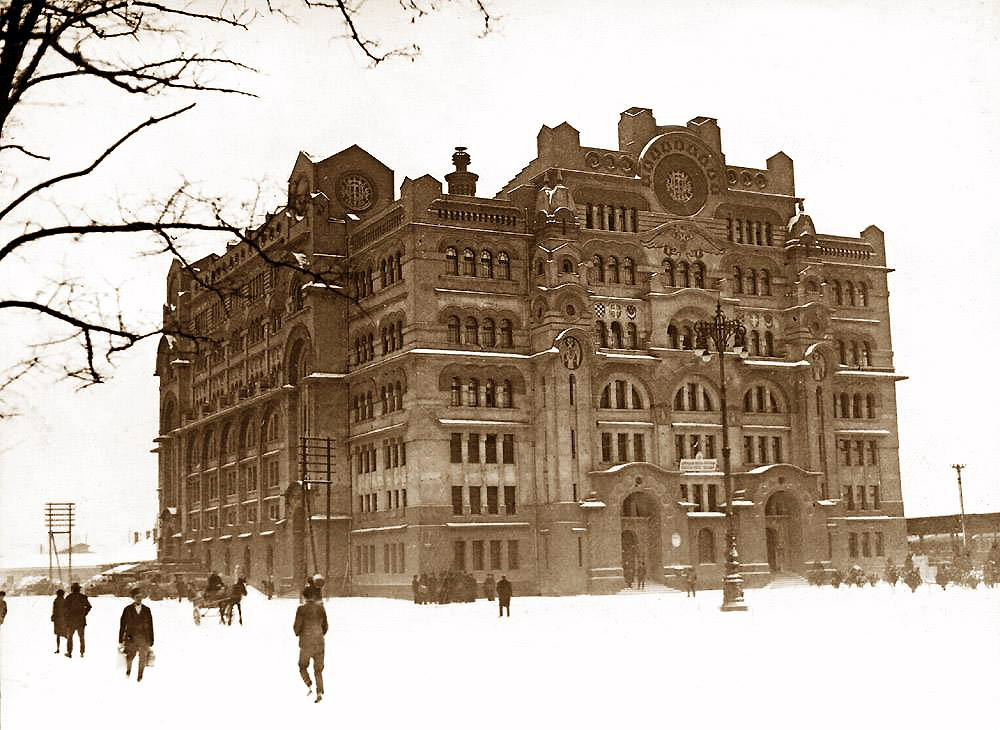
Oficiu Poștal Vechi, Belgrad

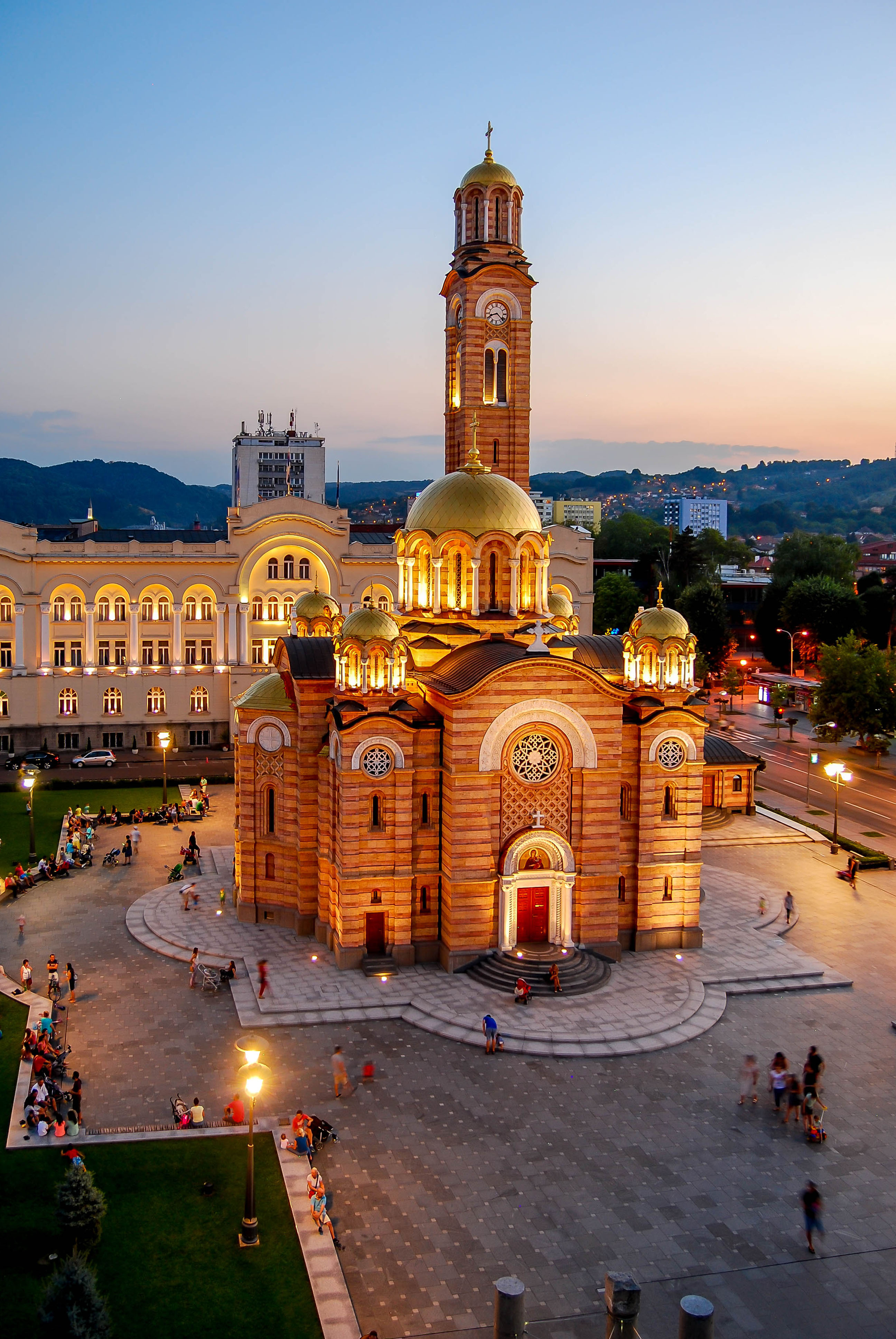
Catedrala lui Hristos Mântuitorul, Banja Luka

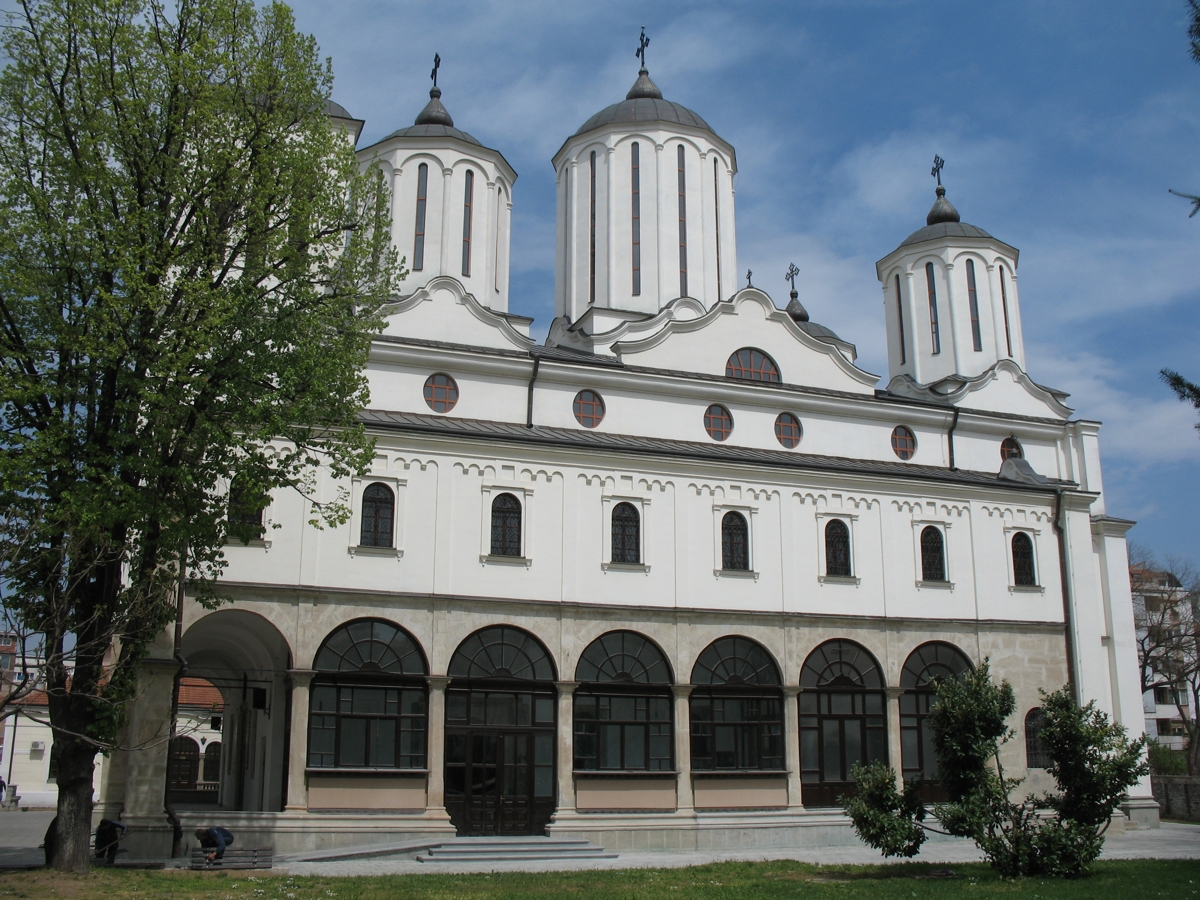
Catedrala Ortodoxă Sârbă din Niš

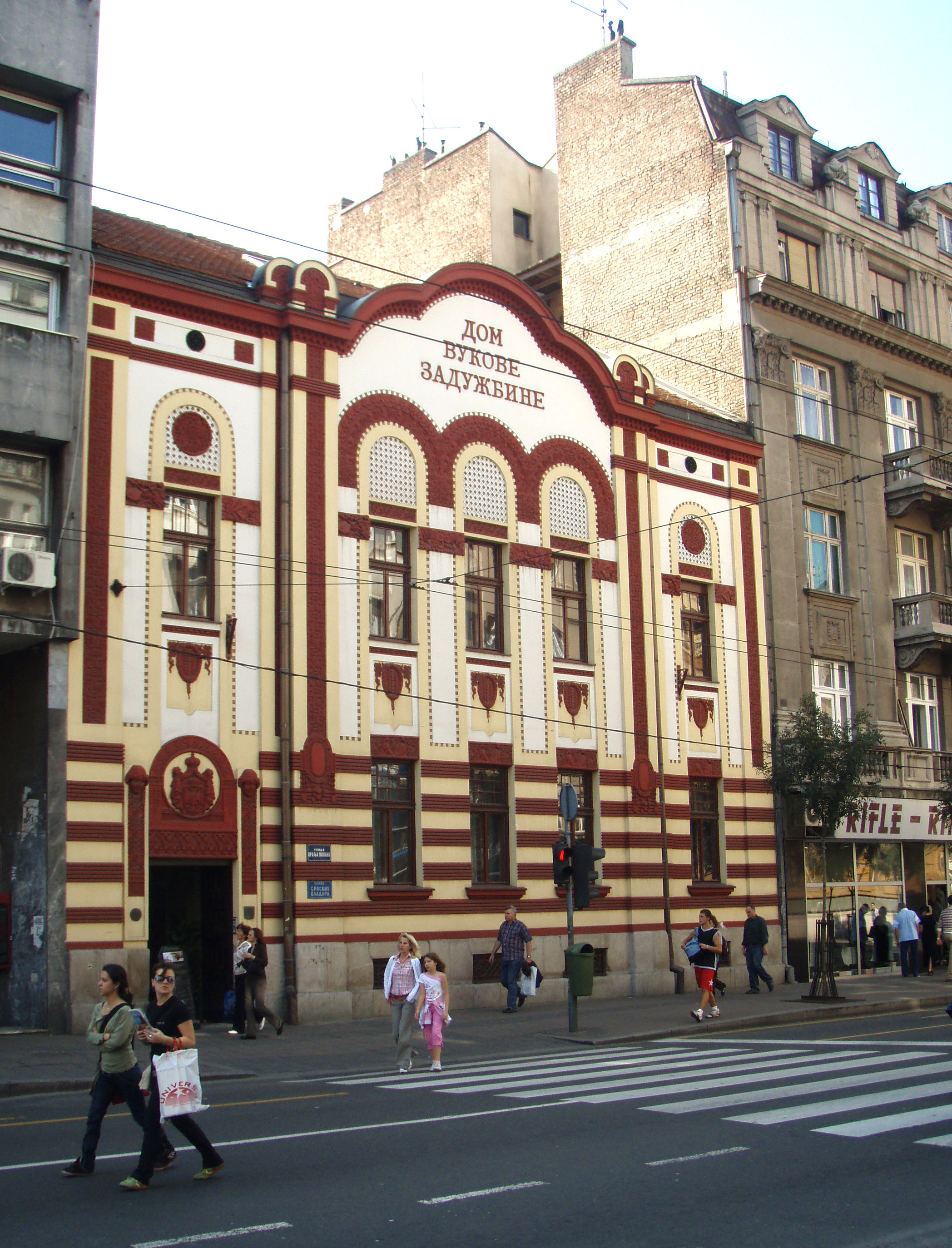
Fundația Vuk

### Perioada timpurie (în jurul anilor 1850-1880)
- Catedrala Sfântul Gheorghe din Smederevo de Andrey Damyanov
- Catedrala Ortodoxă Sârbă din Niš de Andrey Damyanov
- Catedrala Ortodoxă Sârbă din Vranje de Andrey Damyanov
- Catedrala Ortodoxă Sârbă din Saraievo de Andrey Damyanov
- Catedrala Sfintei Treimi din Mostar de Andrey Damyanov
- Biserica Înălțarea Domnului din Belgrad de Pavle Stanišić și Jovan Ristić

### Perioada de mijloc (1880-1914)
- Biserica Sfântul Spiridon din Trieste de Carlo Maciachini
- Biserica veche din Pančevo de Svetozar Ivačković
- Biserica Sf. Ilie din Leskovac de Svetozar Ivačković
- Biserica la Noul Cimitir din Belgrad de Svetozar Ivačković
- Biserica Sfântul Petru din Jagodina de Svetozar Ivačković
- Capela de la cimitirul din Sremski Karlovci de Vladimir Nikolić
- Biserica Sfânta Treime din Paraćin de Jovan Ilkić
- Biserica Sfântul Gheorghe din Kruševac de Dušan Živanović
- Biserica Sfântul Arhanghel Mihail din Herceg Novi
- Biserica Sf. Sava din Kosovska Mitrovica de Andra Stevanović
- Biserica Sf. Gheorghe din Oplenac de Andra Stevanović
- Clădirea vechiului central telefonic din Belgrad de Branko Tanazević
- Casa Fundației lui Vuk din Belograd de Branko Tanazević
- Birouri districtuale din Vranje de Petar Popović

### Perioada târzie (1914-1941)
- Liceu din Čačak de Dragutin Maslać
- Liceu din Sremska Mitrovica de Momir Korunović
- Biserica Înălțarea Domnului din Krupanj de Momir Korunović
- Ministerul Poștei din Belgrad de Momir Korunović
- Casa Sokol din Bijeljina de Momir Korunović
- Oficiu poștal vechi din Belgrad de Momir Korunović
- Catedrala Mântuitorului Hristos din Banja Luka de Dušan Živanović
- Biserica Sfântul Sava de Bogdan Nesterović și Aleksandar Deroko
- Palatul Alb din Dedinje, Belgrad de Živojin Nikolić, Viktor Lukomski și Nikolay Krasnov
- Casa lui Elezović din Belgrad de Aleksandar Deroko
- Clădirea Patriarhiei din Belgrad de Viktor Lukomski
- Biserica Sf. Marcu din Belgrad de Branko si Petar Krstić
- Biserica Sf. Constantin și Elena din Požega de Vasilij Adrosov
- Sokol acasă în Sombor de J. Bazler și V. Sabo
- Banski Dvor din Banja Luka
- Mausoleul din Corfu de Nikolay Krasnov
- Casa lui Đorđević de pe Topčider din Belgrad de Branislav Kojić
- Hotel în Sopoćani lângă Novi Pazar by Dragiša Brašovan